# Tweede klasse 1938-39 (voetbal België)
Het seizoen 1938/39 was de 25e editie van de Belgische Tweede Klasse. De officiële naam destijds was Division 1 (Eerste Afdeeling). SC Eendracht Aalst werd winnaar in reeks A en R. Tilleur FC in reeks B.  Beide ploegen promoveerden naar de ere-afdeling.
Wegens het uitbreken van de Tweede Wereldoorlog in september 1939 zou er gedurende twee jaar geen officieel competitievoetbal gespeeld worden in België.  De officiële competities werden pas hervat in het najaar van 1941.

## Gedegradeerde teams
Deze teams waren gedegradeerd uit de Ere-Afdeling 1937-38 voor de start van het seizoen:
- KM Lyra (voorlaatste), het vroegere TSV Lyra, degradeerde na 6 seizoenen in Ere-Afdeling.
- RC Tirlemont (laatste) degradeerde na 1 seizoen in Ere-Afdeling.

## Gepromoveerde teams
Volgende 4 teams waren gepromoveerd uit Bevordering 1937-38 voor de start van het seizoen:
- Wezel Sport (kampioen reeks A) promoveerde voor het eerst naar 2e nationale.
- R. Excelsior FC Hasselt (kampioen reeks B) promoveerde na 5 seizoenen terug naar 2e nationale.
- R. Racing Club de Bruxelles (kampioen reeks C) promoveerde na 1 seizoen terug naar 2e nationale.
- AS Oostende KM (kampioen reeks D) promoveerde na 1 seizoen terug naar 2e nationale.

## Deelnemende teams
De 28 ploegen werden over twee reeksen van 14 verdeeld:

### Eerste Afdeling reeks A
Deze ploegen speelden in het seizoen 1938-39 in Eerste Afdeling reeks A. De nummers komen overeen met de plaats in de eindrangschikking:
| Stam- nummer | Club                        | Plaats      |    |
| ------------ | --------------------------- | ----------- | -- |
| 90           | SC Eendracht Aalst          | Aalst       | 1  |
| 52           | KM Lyra                     | Lier        | 2  |
| 28           | R. Berchem Sport            | Berchem     | 3  |
| 64           | Tubantia FAC                | Borgerhout  | 4  |
| 22           | R. Charleroi SC             | Charleroi   | 5  |
| 51           | RCS La Forestoise           | Vorst       | 6  |
| 213          | US du Centre                | La Louvière | 7  |
| 38           | RAS Renaisienne             | Ronse       | 8  |
| 6            | R. Racing Club de Bruxelles | Ukkel       | 9  |
| 53           | AS Oostende KM              | Oostende    | 10 |
| 15           | R. Uccle Sport              | Ukkel       | 11 |
| 46           | RFC Renaisien               | Ronse       | 12 |
| 155          | FC Wilrijk                  | Wilrijk     | 13 |
| 43           | Cappellen FC                | Kapellen    | 14 |

| 1 2 3 4 5 6 7 8 9 10 11 12 13 14 Geografische verspreiding clubs |

### Eerste Afdeling reeks B
Deze ploegen speelden in het seizoen 1938-39 in Eerste Afdeling reeks B. De nummers komen overeen met de plaats in de eindrangschikking.
| Stam- nummer | Club                    | Plaats        |    |
| ------------ | ----------------------- | ------------- | -- |
| 21           | R. Tilleur FC           | Saint-Nicolas | 1  |
| 24           | RC Mechelen KM          | Mechelen      | 2  |
| 132          | RC Tirlemont            | Tienen        | 3  |
| 49           | R. Vilvorde FC          | Vilvoorde     | 4  |
| 18           | R. Stade Louvaniste     | Leuven        | 5  |
| 148          | FC Turnhout             | Turnhout      | 6  |
| 553          | Waterschei SV Thor      | Genk          | 7  |
| 375          | Belgica FC Edegem       | Edegem        | 8  |
| 68           | Oude God Sport          | Mortsel       | 9  |
| 37           | R. Excelsior FC Hasselt | Hasselt       | 10 |
| 76           | R. Union Hutoise FC     | Hoei          | 11 |
| 17           | RFC Sérésien            | Seraing       | 12 |
| 451          | RCS de Schaerbeek       | Schaarbeek    | 13 |
| 844          | Wezel Sport             | Mol           | 14 |

| 1 2 3 4 5 6 7 8 9 10 11 12 13 14 Geografische verspreiding clubs |

## Eindstand Eerste Afdeling

### Reeks A
|   |    |                             | P  | W  | G | V  | +  | −  | DS  | Ptn |
| - | -- | --------------------------- | -- | -- | - | -- | -- | -- | --- | --- |
| K | 1  | SC Eendracht Aalst          | 26 | 19 | 2 | 5  | 70 | 43 | 27  | 40  |
|   | 2  | KM Lyra                     | 26 | 18 | 2 | 6  | 69 | 29 | 40  | 38  |
|   | 3  | R. Berchem Sport            | 26 | 17 | 2 | 7  | 58 | 34 | 24  | 36  |
|   | 4  | Tubantia FAC                | 26 | 15 | 5 | 6  | 53 | 38 | 15  | 35  |
|   | 5  | R. Charleroi SC             | 26 | 14 | 2 | 10 | 69 | 50 | 19  | 30  |
|   | 6  | RCS La Forestoise           | 26 | 11 | 5 | 10 | 73 | 59 | 14  | 27  |
|   | 7  | US du Centre                | 26 | 13 | 1 | 12 | 64 | 55 | 9   | 27  |
|   | 8  | RAS Renaisienne             | 26 | 8  | 7 | 11 | 48 | 56 | −8  | 23  |
|   | 9  | R. Racing Club de Bruxelles | 26 | 10 | 3 | 13 | 54 | 60 | −6  | 23  |
|   | 10 | AS Oostende KM              | 26 | 9  | 3 | 14 | 40 | 50 | −10 | 21  |
|   | 11 | R. Uccle Sport              | 26 | 8  | 4 | 14 | 45 | 62 | −17 | 20  |
|   | 12 | RFC Renaisien               | 26 | 9  | 2 | 15 | 41 | 60 | −19 | 20  |
| D | 13 | FC Wilrijk                  | 26 | 5  | 3 | 18 | 42 | 80 | −38 | 13  |
| D | 14 | Cappellen FC                | 26 | 4  | 3 | 19 | 36 | 86 | −50 | 11  |

P: wedstrijden gespeeld, W: wedstrijden gewonnen, G: gelijke spelen, V: wedstrijden verloren, +: gescoorde doelpunten, −: doelpunten tegen, DS: doelsaldo, Ptn: totaal punten
 K: kampioen en promotie, D: degradatie

### Reeks B
|    |    |                         | P  | W  | G  | V  | +  | −  | DS  | Ptn |
| -- | -- | ----------------------- | -- | -- | -- | -- | -- | -- | --- | --- |
| KT | 1  | R. Tilleur FC           | 26 | 17 | 4  | 5  | 87 | 40 | 47  | 38  |
| T  | 2  | RC Mechelen KM          | 26 | 17 | 4  | 5  | 76 | 39 | 37  | 38  |
|    | 3  | RC Tirlemont            | 26 | 12 | 9  | 5  | 61 | 29 | 32  | 33  |
|    | 4  | R. Vilvorde FC          | 26 | 10 | 11 | 5  | 45 | 32 | 13  | 31  |
|    | 5  | R. Stade Louvaniste     | 26 | 11 | 9  | 6  | 63 | 39 | 24  | 31  |
|    | 6  | FC Turnhout             | 26 | 12 | 6  | 8  | 50 | 47 | 3   | 30  |
|    | 7  | Waterschei SV Thor      | 26 | 9  | 7  | 10 | 71 | 59 | 12  | 25  |
|    | 8  | Belgica FC Edegem       | 26 | 7  | 7  | 12 | 45 | 65 | −20 | 21  |
|    | 9  | Oude God Sport          | 26 | 7  | 7  | 12 | 54 | 78 | −24 | 21  |
|    | 10 | R. Excelsior FC Hasselt | 26 | 8  | 5  | 13 | 42 | 68 | −26 | 21  |
|    | 11 | R. Union Hutoise FC     | 26 | 6  | 8  | 12 | 32 | 71 | −39 | 20  |
|    | 12 | RFC Sérésien            | 26 | 8  | 4  | 14 | 40 | 61 | −21 | 20  |
|    | 13 | RCS de Schaerbeek       | 26 | 8  | 3  | 15 | 50 | 67 | −17 | 19  |
| D  | 14 | Wezel Sport             | 26 | 7  | 2  | 17 | 49 | 70 | −21 | 16  |

P: wedstrijden gespeeld, W: wedstrijden gewonnen, G: gelijke spelen, V: wedstrijden verloren, +: gescoorde doelpunten, −: doelpunten tegen, DS: doelsaldo, Ptn: totaal punten
 KT: kampioen en promotie na testwedstrijd T: testwedstrijd, D: degradatie
Opmerkingen
- Kampioenschap: Tilleur en Racing Mechelen eindigden gelijk op de eerste plaats. De destijds geldende reglementering voorzag geen criteria om teams  te rangschikken die met een gelijk aantal punten eindigden en een gelijk aantal wedstrijden verloren hadden. Een testwedstrijd diende te beslissen over het kampioenschap en de bijhorende promotie naar Ere-afdeling. R. Tilleur FC won de testwedstrijd met 1-0 van Racing Mechelen.
- Degradatie: Op basis van het klassement zou RCS de Schaerbeek degraderen naar 3e nationale. Door het uitbreken van de Tweede Wereldoorlog duurde het echter tot het seizoen 1941-42 vooraleer de competitie hervat werd. Union Hutoise kon door de oorlogsomstandigheden in 1941-42 niet aantreden in 2e nationale en sloot buiten competitie aan bij een reeks in derde nationale.  Hierdoor werd Schaerbeek heropgevist en mocht het in de plaats van Hutoise toch in 2e nationale aantreden. Union Hutoise zou pas vanaf het seizoen 1942-43 terug in 2e nationale aantreden.

## Promoverende teams
De twee kampioenen promoveerden naar Ere Afdeling 1941-42 op het eind van het seizoen:
- SC Eendracht Aalst (kampioen reeks A) promoveerde voor het eerst naar Ere Afdeling.
- R. Tilleur FC (kampioen reeks B)promoveerde na 5 seizoenen terug naar de Ere Afdeling.

## Degraderende teams
De laatste 2 ploegen van elke reeks degradeerden naar Bevordering 1941-42.  Volgende vier ploegen degradeerden:
- FC Wilrijk (voorlaatste reeks A) degradeerde na 2 seizoenen in 2e nationale.
- Cappellen FC (laatste reeks A) degradeerde na 6 seizoenen in 2e nationale.
- Wezel Sport (laatste reeks B) degradeerde na 1 seizoen in 2e nationale.

Opmerking: Het als voorlaatste in reeks B geëindigde RSC de Schaerbeek trad in 1941-42 terug in 2e nationale aan, omdat Union Hutoise door de oorlogsomstandigheden niet kon aantreden in 2e nationale. R. Union Hutoise FC trad in 1941-42 buiten competitie aan in 3e nationale.